# LV-426 (планетоїд)
Ахерон, раніше відомий як LV-426 — планетоїд у вигаданому всесвіті франшизи Чужий і Прометей. Один із трьох супутників, що обертаються навколо газового гіганта Кальпамоса в системі Дзета Сітки, на відстані 39 світлових років від Землі. Супутник отримав свою загальну назву від перших людей-колоністів, які оселилися там. Головна база колоністів, Хедлі Хоуп, містила 158 осіб.

## Рельєф і клімат
Екваторіальний діаметр Ахерона становить лише 1200 км. Незважаючи на свій невеликий розмір, планетоїд підтримує поверхневу гравітацію, еквівалентну 0,86 земної, що вказує на те, що він в основному складається з неймовірно щільних матеріалів. Період його обертання становить близько двох годин. Кора Ахерона складається з силікатів алюмінію, хоча є докази інтрузії силікату магнію, що проявляється на поверхні у вигляді базальтових, ріолітових і мікрогранітних потоків лави. Незважаючи на ці докази минулої вулканічної активності, а також поточні вулканічні процеси в ядрі Місяця, поверхня в даний час не демонструє помітного вулканізму або тектонічної активності. Геологічна структура Місяця привела до висновку, що це нещодавно захоплене тіло, яке вийшло на орбіту Кальпамоса протягом останніх 40 мільйонів років або близько того. Дійсно, кільця навколо самого Кальпамоса вважаються залишками попереднього супутника, який був розбитий на частини внаслідок гравітаційного зсуву, спричиненого прибуттям Ахерона.
Місцева атмосфера Ахерона була описана як «первісна», що складається в основному з азоту та вуглекислого газу, з меншою кількістю кисню, метану та аміаку, деякі з останніх існують у замороженому стані. Її постійно мучать сильні вітри, хоча супутник занадто малий для формування потенційно небезпечних штормів. Зайве говорити, що Ахерон у рідних умовах непривітний для людського життя.
Після тераформування надії Гедлі атмосфера була придатною для дихання, хоча вона залишалася дещо ворожою з похмурими днями та частими штормами.
Географічні особливості
Хребет Іліум був гірським хребтом на супутнику Ахерон, розташований поблизу місця, де USCSS Ностромо виявив покинуте корабель інопланетян у 2122 році.

## Флора і фауна
Ахерон не має місцевих форм життя, і це не рідний світ Ксеноморфа. Єдині зразки Ксеноморфа на планетоїді були розміщені у вантажному відсіку покинутого інженерного корабля, який здійснив там аварійну посадку невизначений період часу раніше.

## Заклади
Ахерон найбільше відомий колонією тераформування Хедлі Хоуп, заснованою на супутнику в середині 22-го століття з метою обробки атмосфери для створення відповідного середовища для великомасштабного проживання людей.

## Історія
LV-426 був вперше виявлений астрономами Weyland Corp 14 травня 2039 року. Згодом планетоїд був каталогізований французьким зондом глибокого космосу. Вважалося, що Місяць був галілеївською крижаною кулею низької щільності з крижаною кіркою над силікатним ядром через систему кілець Кальпамоса (тоді він називався лише IV).
У 2090 році бізнес-магнат сер Пітер Вейланд вирішив профінансувати пропозицію Елізабет Шоу дослідити LV-223, інший супутник Кальпамоса. Він зробив це, маючи на увазі інший план, ніж Шоу; його справді цікавив сусідній LV-426, від якого його компанія нещодавно виявила слабкий, майже непомітний сигнал. Синтетичний Девід був єдиним членом експедиції Шоу, який знав про інтерес Вейланда до LV-426, причому Вейланд заявив, що ніхто інший не повинен знати про додаткову місію з дослідження супутника, поки не настане відповідний час.